# Magnolia (Arkansas)
Magnolia é uma cidade localizada no estado americano de Arkansas, no Condado de Columbia.

## Demografia
Segundo o censo americano de 2000, a sua população era de 10.858 habitantes. 
Em 2006, foi estimada uma população de 10.321, um decréscimo de 537 (-4.9%).

## Geografia
De acordo com o United States Census Bureau, a localidade tem uma área de 24,1 km², sem área coberta por água. Magnolia localiza-se a aproximadamente 113 m acima do nível do mar.

## Localidades na vizinhança
O diagrama seguinte representa as localidades num raio de 32 km ao redor de Magnolia. 